# Tiradores
Tiradores är en ort i Mexiko.   Den ligger i kommunen Queréndaro och delstaten Michoacán de Ocampo, i den södra delen av landet, 180 km väster om huvudstaden Mexico City. Tiradores ligger 2 297 meter över havet och antalet invånare är 347.
Terrängen runt Tiradores är lite bergig. Runt Tiradores är det ganska tätbefolkat, med 90 invånare per kvadratkilometer. Närmaste större samhälle är Zinapécuaro, 11,2 km norr om Tiradores. I omgivningarna runt Tiradores växer i huvudsak blandskog.